# Adolf Dannat
Adolf Dannat (* 25. Februar 1885 in Franzdorf, Landkreis Insterburg; † 1. August 1922 in Bremen) war ein deutscher Politiker der Kommunistischen Partei Deutschlands (KPD) und 1920/21 Abgeordneter der Bremischen Bürgerschaft.

## Leben
Dannat erlernte nach der Volksschule den Beruf des Formers und arbeitete später als Lagerhalter. Noch vor dem Ersten Weltkrieg trat er in die Sozialdemokratische Partei Deutschlands (SPD) ein. Während des Kriegs hatte er Kontakt zu Anton Pannekoek und Johann Knief, die für eine deutsche Räterepublik eintraten. 
Dannat war Mitgründer der Zeitung Arbeiterpolitik und nahm 1919 als Vertreter der kurzzeitig existierenden SPD-Abspaltung Internationale Kommunisten Deutschlands (IKD) am Gründungsparteitag der KPD in Berlin teil.
In der Bremer Räterepublik im Januar und Februar 1919 war Dannat Volksbeauftragter, nach deren Niederschlagung wurde er Revisor und Beisitzer der KPD Bremen. 1920 wurde er in die Bremische Bürgerschaft gewählt, der er bis 1921 angehörte. Ein Jahr später starb Dannat an Tuberkulose.